# Joop Wijn
Joannes Gerardus "Joop" Wijn (nascido em 20 de maio de 1969) é um político holandês aposentado do Apelo Democrata Cristão (CDA) e empresário.

## Início da vida e educação
Wijn frequentou um ginásio em Haarlem de abril de 1981 a maio de 1987. Ingressou na Universidade de Amsterdã em junho de 1987, onde se graduou em Bacharel em Economia em junho de 1989. Em seguida, obteve o título de Mestre em Economia, em julho de 1991. Posteriormente, iniciou estudos na área de Direito, tendo se formado como  Bacharel em Direito em junho de 1992. Em seguida, cursou outra formação obtendo mais um título de Mestre em Economia, em julho de 1994. Wijn trabalhou como professor de Economia no Kennemer Lyceum em Overveen, de agosto de 1991 a julho de 1994. Ele trabalhou ainda como analista financeiro na empresa ABN AMRO, de julho de 1994 a maio de 1998.

## Política
Wijn foi eleito para a Câmara dos Representantes pelo partido Apelo Democrata Cristão (Christian Democratic Appeal - CDA) nas eleições gerais de 1998, tomando posse em 19 de maio desse mesmo ano. Como parlamentar, atuou como Parlamentar porta-voz de temas sobre finanças, pequenas empresas e integração, e foi Parlamentar Porta-voz Adjunto de assuntos econômicos e serviços postais. Em 2000, foi um dos poucos deputados do CDA, um partido de perfil conservador, que votou a favor da introdução do casamento entre pessoas do mesmo sexo nos Países Baixos. O debate sobre a legalidade do casamento entre pessoas do mesmo sexo causou atrito entre sua vida pessoal e sua filiação política, já que o próprio Wijn é gay.
Após as eleições gerais de 2002, Joop Wijn foi nomeado Secretário de Estado para Assuntos Econômicos, com responsabilidade pelo comércio exterior no gabinete Balkenende I, assumindo o cargo em 22 de julho de 2002..O gabinete foi dissolvido apenas quatro meses depois, em 16 de outubro de 2002, devido a tensões na coalizão provocadas pela instabilidade da Lista Pim Fortuyn (LPF), e permaneceu em caráter de gestão provisória.
Após as eleições gerais, Wijn retornou à Câmara dos Representantes, tomando posse em 30 de janeiro de 2003. Com a formação do novo governo, ele foi nomeado Secretário de Estado das Finanças no gabinete Balkenende II, assumindo o posto em 27 de maio de 2003. Entre suas responsabilidades estava a gestão da Administração Tributária e Aduaneira, que ele transformou em uma organização não apenas focada na arrecadação, mas também na redistribuição de fundos, como para despesas de saúde, pensão alimentícia e benefícios infantis. Sua plataforma priorizava a redução da burocracia e o incentivo a benefícios fiscais para famílias com filhos.
Joop Wijn é reconhecido por ter liderado a criação do famoso esquema tributário conhecido como "Dutch Sandwich BEPS", uma das maiores ferramentas de proteção fiscal do mundo. Além disso, ele também esteve envolvido em outras estratégias fiscais multinacionais holandesas, como o mecanismo híbrido de "double dip" baseado em dívida, usado por empresas globais de mineração e recursos sediadas na Holanda para evitar o pagamento de impostos em países em desenvolvimento. Esse trabalho, influenciado pelo lobby de advogados tributários dos EUA entre 2003 e 2006, consolidou a Holanda como um dos maiores paraísos fiscais corporativos do mundo.
O gabinete Balkenende II foi dissolvido em 30 de junho de 2006, depois que os Democratas 66 (D66) perderam a confiança na gestão da Ministra da Integração e Assuntos de Asilo, Rita Verdonk. Ele continuou a servir em uma capacidade provisória até a formação do gabinete de 2006-2007. Seu sucessor foi o gabinete interino Balkenende III, que teve Joop Wijn nomeado como Ministro de Assuntos Econômicos, tomando posse em 7 de julho de 2006. Após as eleições gerais de 2006, o economista foi eleito novamente para a Câmara dos Representantes, tomando posse em 30 de novembro de 2006. Em 6 de fevereiro de 2007, Wijn anunciou inesperadamente sua aposentadoria da política nacional e, por solicitação própria, pediu para não ser considerado para cargos no novo gabinete. O gabinete Balkenende III foi substituído pelo gabinete Balkende IV em 22 de fevereiro de 2007. Wijn renunciou a seu cargo na Câmara dos Representantes no mesmo dia.

## Negócios
Wijn deixou definitivamente a política após a instalação do gabinete Balkenende IV. Anteriormente, a liderança do partido CDA havia solicitado que ele assumisse a liderança parlamentar de seu partido, mas Wijn recusou o cargo em agosto. O economista se aposentou da política nacional e passou a atuar ativamente no setor privado . Em junho de 2007, foi nomeado diretor de negócios (Chief Business Office - CBO) do Rabobank . Em 2009, Gerrit Zalm o convidou para se juntar ao ABN AMRO. Em fevereiro de 2009, Wijn foi nomeado diretor de marketing (CMO) do ABN AMRO. Em maio de 2017, Wijn foi nomeado diretor de estratégia (CSO) e diretor de risco (CRO) da Adyen . Wijn também se tornou ativo no terceiro setor e ocupou vários cargos como diretor sem fins lucrativos em vários conselhos de administração e supervisão (Orange Foundation, nl:Stadsherstel Amsterdam e Jaarbeurs ). Wijn também trabalha como executivo de associação comercial para a VNO-NCW .

## Condecorações
| Barra de fita | Honra                             | País    | Data                | Comentário |
| ------------- | --------------------------------- | ------- | ------------------- | ---------- |
| </img>        | Oficial da Ordem de Orange-Nassau | Holanda | 11 de abril de 2007 |            |